# Pareuxoa nigrolineata
Pareuxoa nigrolineata là một loài bướm đêm thuộc họ Noctuidae. Nó được tìm thấy ở Los Lagos và vùng Aiséns của Chile.
Sải cánh dài 40–45 mm. Con trưởng thành bay từ tháng 10 đến tháng 1.